# Ryūkō-ji

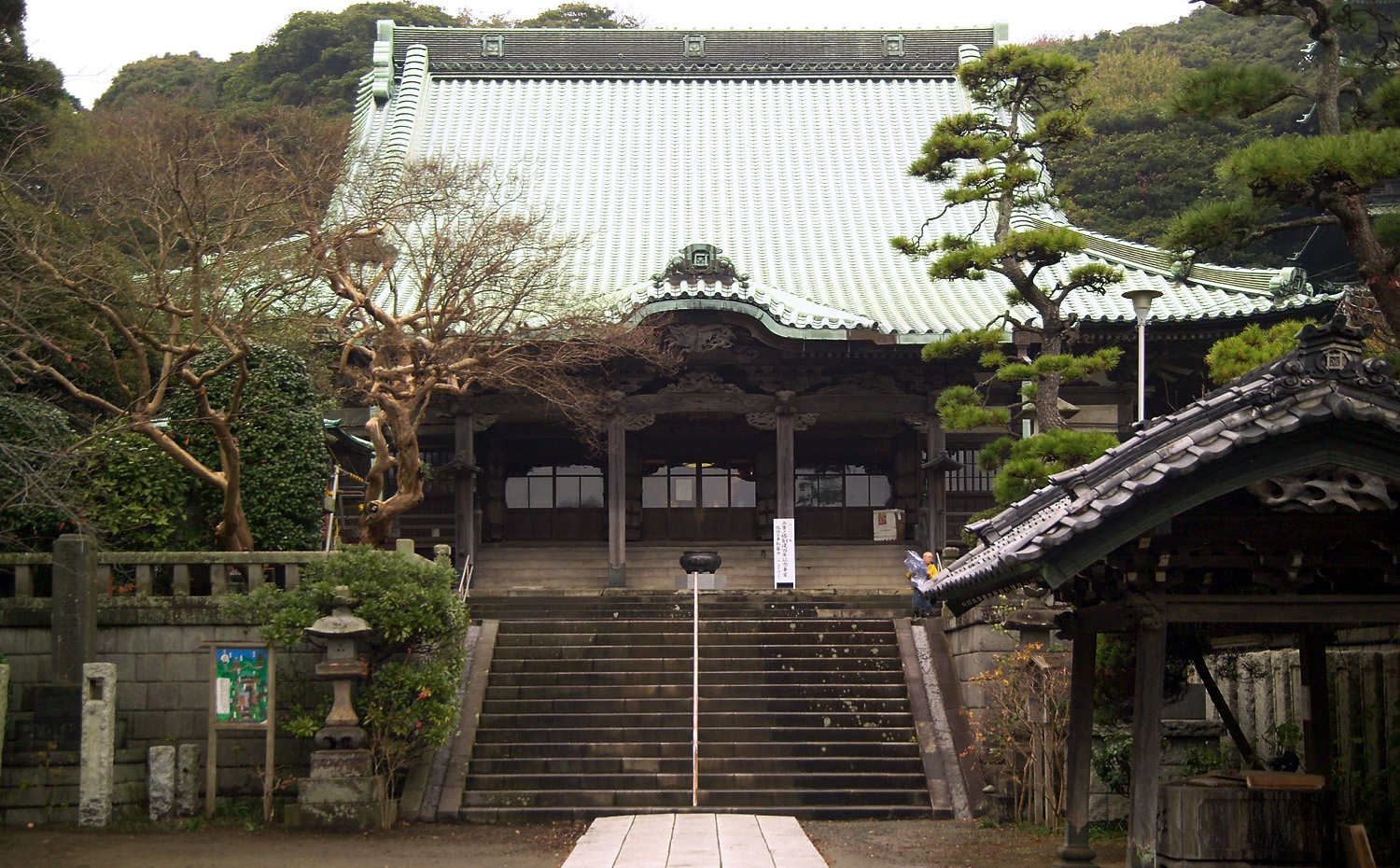
Der Hondō des Ryūkō-ji

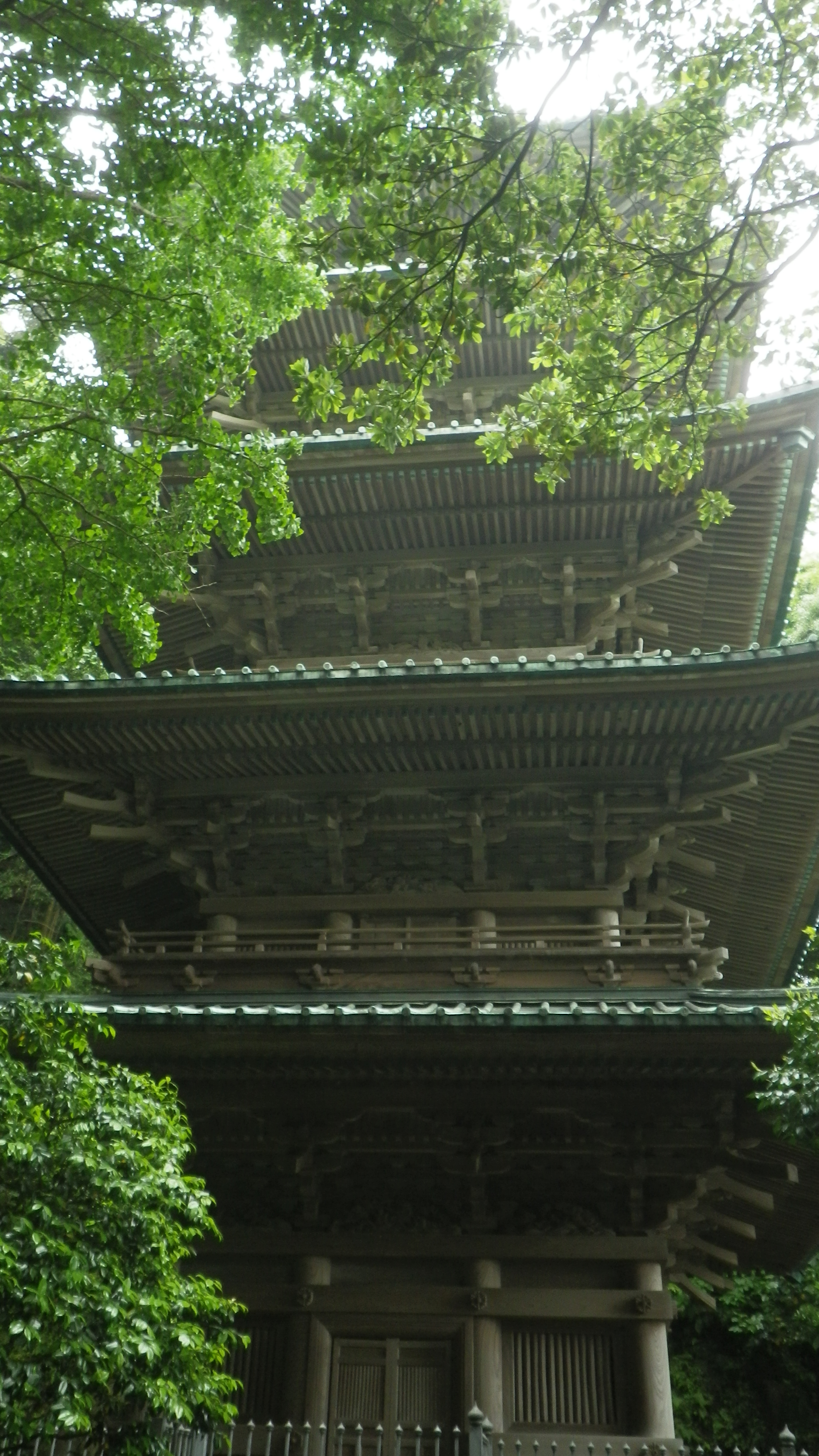

Der Ryūkō-ji (jap. 龍口寺) ist ein Tempel der Nichiren-shū in der japanischen Stadt Fujisawa, Präfektur Kanagawa.
Er befindet sich auf dem Gelände der ehemaligen Tatsukuchi- (oder Tatsunokuchi-) Hinrichtungsstätte, an der der Religionsstifter Nichiren beinahe hingerichtet wurde. Somit ist die Höhle, in der Nichiren gefangengehalten wurde, Teil des Tempelgeländes. Vor dem Hondō des Tempels befindet sich zudem eine Statue Nichirens.